# Дорота Дельонг
Дорота Дельонг (нар . 7 серпня 1972 р. у Кракові) — польська актриса і телеведуча.

## Біографія
У 1999 році закінчила акторський факультет Академії театрального мистецтва Станіслава Виспянського в Кракові. Ще будучи студенткою, вона дебютувала на екрані, знявшись у серіалі Життя як покер, а потім у продукті TVP Sukces.
Разом з Ярославом Кульчицьким вона вела ігрове шоу Знаки Зодіаку на TVP2.
Популярність їй принесли ролі в серіалі TVN Camera Café і 39 з половиною.
Дорота знялася в кліпі на пісню «Radio Song» гурту Afromental.
З 8 по 22 березня 2009 року вона брала участь у дев'ятому випуску TVN Taniec z Gwiazdami (укр. Танець з зірками), але разом з Марціном Хакіелем вилетіла в третьому епізоді, зайнявши 10 місце.
Дельонг вела ток-шоу TVN «Між кухнею та салоном» та оригінальну програму «Зустрічі Дороти» для TVN Warszawa.

## Особисте життя
Вона є молодшою сестрою актора Павла Делонга.
У 2013 році вона народила доньку Сару.

## Фільмографія
- 1997 — «Роки і дні» (серіал) у ролі Юлії
- 1998—1999 — Życie jak poker (серія) як Патріція Оконська
- 2000 — Успіх (серіал) як Текла Скарбек
- 2003 — Miodowe lata (серіал) як Ірена Сокол, інструктор водійських прав
- 2004 — Camera Café (серіал) у ролі Кароліни
- 2005 — Няня (серіал) у ролі Ізи, подруги Кароліни
- 2005 — Pensjonat pod Różą (серіал) у ролі Йоанни Піотровської
- 2006 — У перукарні (серіал) як тележурналіст
- 2007 — Одврочені (серіал) як працівник туристичної агенції
- 2008, 2009 — 39 з половиною (серіал) у ролі Катажини Ціхоцької, партнерки Дарека та Патрика (син Дарека)
- 2009 — Демакіяж, оповідання Non stop Kolor (фільм) у ролі Моні, подруги «Музи»
- 2010 — Батько Матеуш (серіал) у головній ролі Богна Вернер
- 2011 — Проживання (серія) фармацевтом
- 2015 — На добро і на зло (серіал) у ролі Агнешки Зентарської
- 2016 — Планета самотніх (фільм) у ролі Гертруди
- 2021 — Кава з Кардамоном (серіал)